# Инестроса, Марино
Марино Инестроса Ангуло (исп. Marino Hinestroza Angulo; род. 8 июля 2002, Кали) — колумбийский футболист, полузащитник клуба «Коламбус Крю», выступающий на правах аренды за клуб «Атлетико Насьональ».

## Клубная карьера
Инестроса начал профессиональную карьеру в клубе «Орсомарсо». 22 июля 2018 года в матче против «Реал Картахена» он дебютировал в колумбийской Примере B. В 2019 году Марино перешёл в «Америка де Кали». 8 мая в матче Кубка Колумбии против «Бока Хуниорс Кали» он дебютировал за новую команду. В 2020 году Инестроса на правах аренды перешёл в бразильский «Палмейрас», но так и не дебютировал за основной состав.
Летом 2022 года Инестроса перешёл в мексиканскую «Пачуку». 5 июля в матче против «Керетаро» он дебютировал в мексиканской Примере. 13 марта 2023 года в поединке против «Монтеррея» Марино забил свой первый гол за «Пачуку».
22 декабря 2023 года Инестроса перешёл в клуб MLS «Коламбус Крю», подписав контракт до конца сезона 2026 с опцией продления на сезон 2027. За «Крю» он дебютировал 6 марта 2024 года в матче Кубка чемпионов КОНКАКАФ против другого американского клуба «Хьюстон Динамо». 30 марта в матче против «Нэшвилла» он забил свой первый гол за «Коламбус».
26 июля 2024 года «Коламбус Крю» отдал Инестросу в годичную аренду колумбийскому «Атлетико Насьональ» с опцией отзыва по окончании сезона MLS 2024 при условии соответствия к требованиям к составу клуба.